# Drágszél
Drágszél (horvátul: Draga) község Bács-Kiskun vármegye Kalocsai járásában.

## Fekvése
Magyarországon, az Alföld nyugati részén, Budapesttől 140 kilométerre délre, Kalocsa városától 10 kilométerre délkeletre található. A Duna 12 kilométerre nyugatra folyik Drágszéltől.
Mindössze három települési szomszédja van: északkelet felől Homokmégy, dél felől Miske, északnyugat felől pedig Kalocsa.

### Megközelítése
Csak közúton érhető el, a Szakmártól az 51-es főútig vezető 5311-es úton; határszélét nyugaton érinti még az 5312-es út.
Az ország távolabbi részei felől a leginkább kézenfekvő megközelítési útvonala: Kalocsáig az 51-es főúton, onnan Homokmégy-Halomig az 5301-es, majd tovább az 5311-es úton.

## Közélete

### Polgármesterei
- 1990–1994: Ifj. Széll Kálmán (független)[4]
- 1994–1998: Mácsai István (SZDSZ)[5]
- 1998–2002: Mácsai István (független)[6]
- 2002–2006: Mácsai István (független)[7]
- 2006–2010: Mácsai István (független)[8]
- 2010–2014: Mácsai István (független)[9]
- 2014–2019: Pandur Gábor (független)[10]
- 2019–2024: Pandur Gábor (független)[11]
- 2024– : Pandur Gábor (független)[1]

## Népesség
A település népességének változása:
| Lakosok száma | 326  | 311  | 306  | 268  | 271  | 288  | 267  |
|               | 2013 | 2014 | 2018 | 2021 | 2022 | 2023 | 2024 |

A 2011-es népszámlálás során a lakosok 98,4%-a magyarnak, 2,9% cigánynak, 0,3% horvátnak, 1,6% németnek, 0,3% szlováknak mondta magát (1,6% nem nyilatkozott; a kettős identitások miatt a végösszeg nagyobb lehet 100%-nál). A vallási megoszlás a következő volt: római katolikus 65,6%, református 6,4%, izraelita 0,3%, görög katolikus 0,3%, felekezeten kívüli 11,6% (15,4% nem nyilatkozott).
2022-ben a lakosság 84,1%-a vallotta magát magyarnak, 1,8% cigánynak, 1,1% németnek, 0,4% horvátnak, 0,4% egyéb, nem hazai nemzetiségűnek (15,9% nem nyilatkozott; a kettős identitások miatt a végösszeg nagyobb lehet 100%-nál). Vallásuk szerint 40,2% volt római katolikus, 4,8% református, 0,4% evangélikus, 0,4% egyéb keresztény, 7,4% felekezeten kívüli (46,9% nem válaszolt).

## Nevezetességei
Miske-Drágszél hagyományőrző néptánc csoport.